# Hótalp

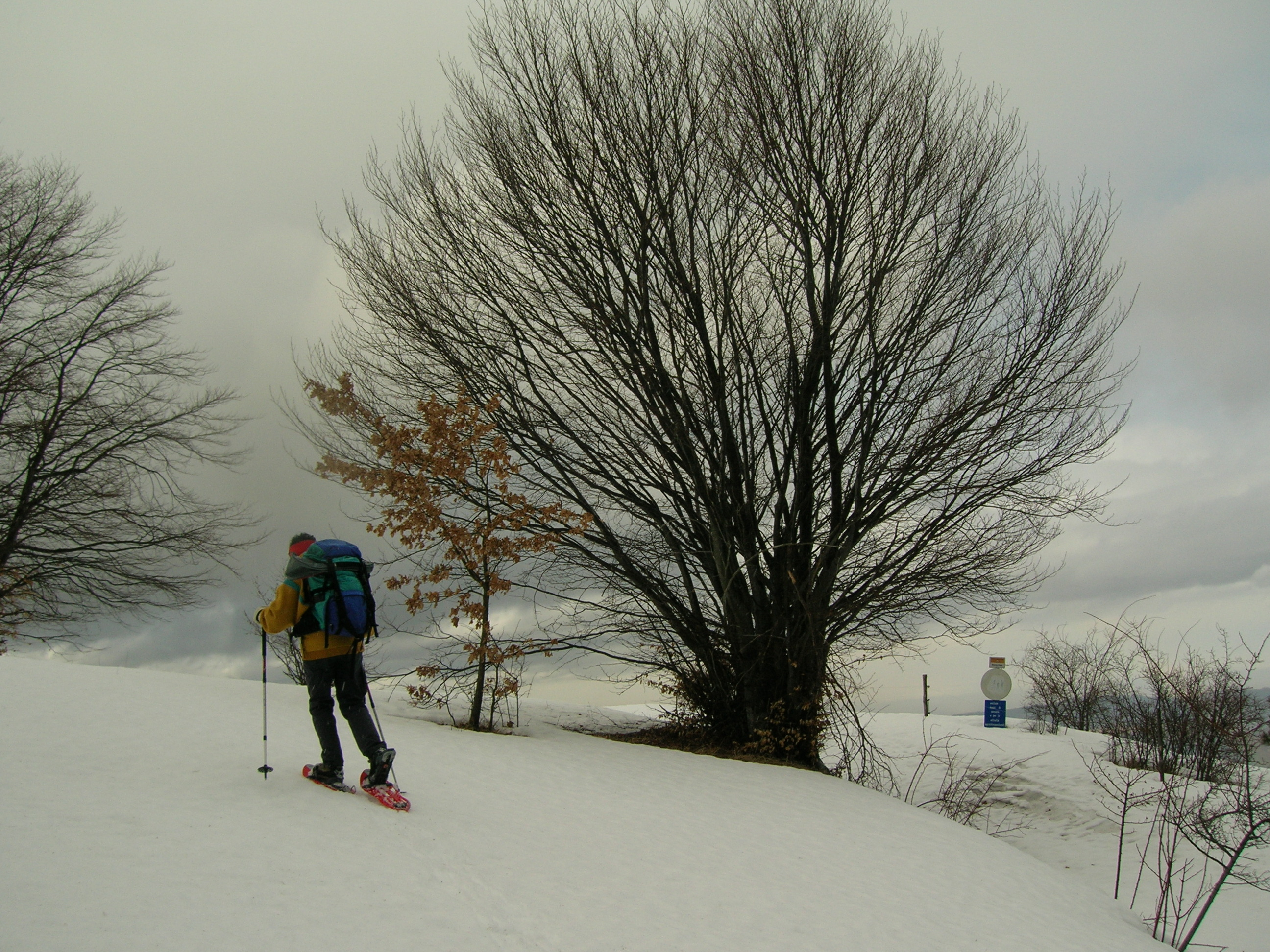
A hótalp használatban

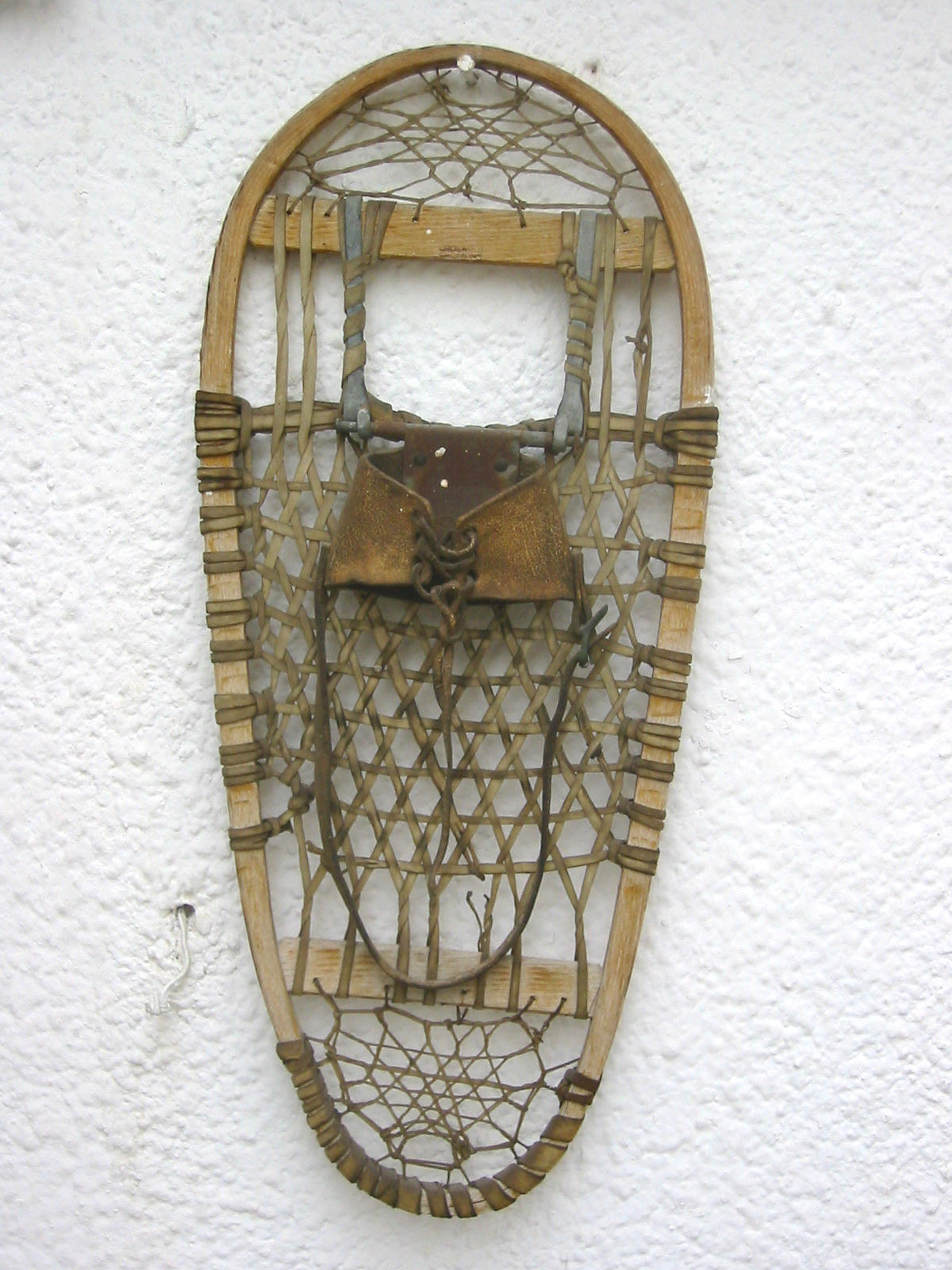
Hagyományos hócipő.

A hótalp, vagy mint korábban nevezték, hócipő egy könnyű fából, vesszőből, háncsból font, a recés labdaütőhöz hasonló, kör vagy ovális alakú talp,   
a hóban gazdag országokban a vadászok hagyományos
lábbelije, amikor magas a hó.
Nagy felületen osztja meg viselője súlyát, és így az nem mélyed el a hóban. Modern változata műanyag és alumínium felhasználásával készül. A hótalppal való séta, túrázás a hótaposás vagy hótalpazás. Célja, hogy megkönnyítse a gyaloglást a havon, így azt gyorsabbá téve.

## Kereplye
A kereplye mintegy 30–35 cm átmérőjű hótalpként használatos vesszőabroncs, amelyet keskeny bőrszalaggal, zsineggel, dróttal átfonva a lábra erősítenek. Az abroncsba helyenként kifeszített bőrdarabot kötnek, vagy keskeny léceket helyeznek.
A kereplyét a magyarság főként Erdélyben használja. A székelyek télen a kereplyét a bakancsuk alá kötik, hogy a mély hóba bele ne süppedjenek. Ezt a lábbelifajtát a magyarok valószínűleg keleti őshazájukból hozták magukkal, ahol már a történelem előtti időken is használták. Őshazája Szibéria délkeleti vidéke lehet, ahol a hótalp felfedezése révén lehetővé vált, hogy a kőkorszaki vadászok a folyók menti településeiről behatoljanak a távoli erdős vidékekre. A prehisztorikus vadászok könnyű szánt is húztak, maguk után, mely a vadászat során megkönnyítette a terhek szállítását. A kereplye gyékényből font szélesebb változatát használták a mocsaras, lápos területeken való közlekedésre is.

## Képek

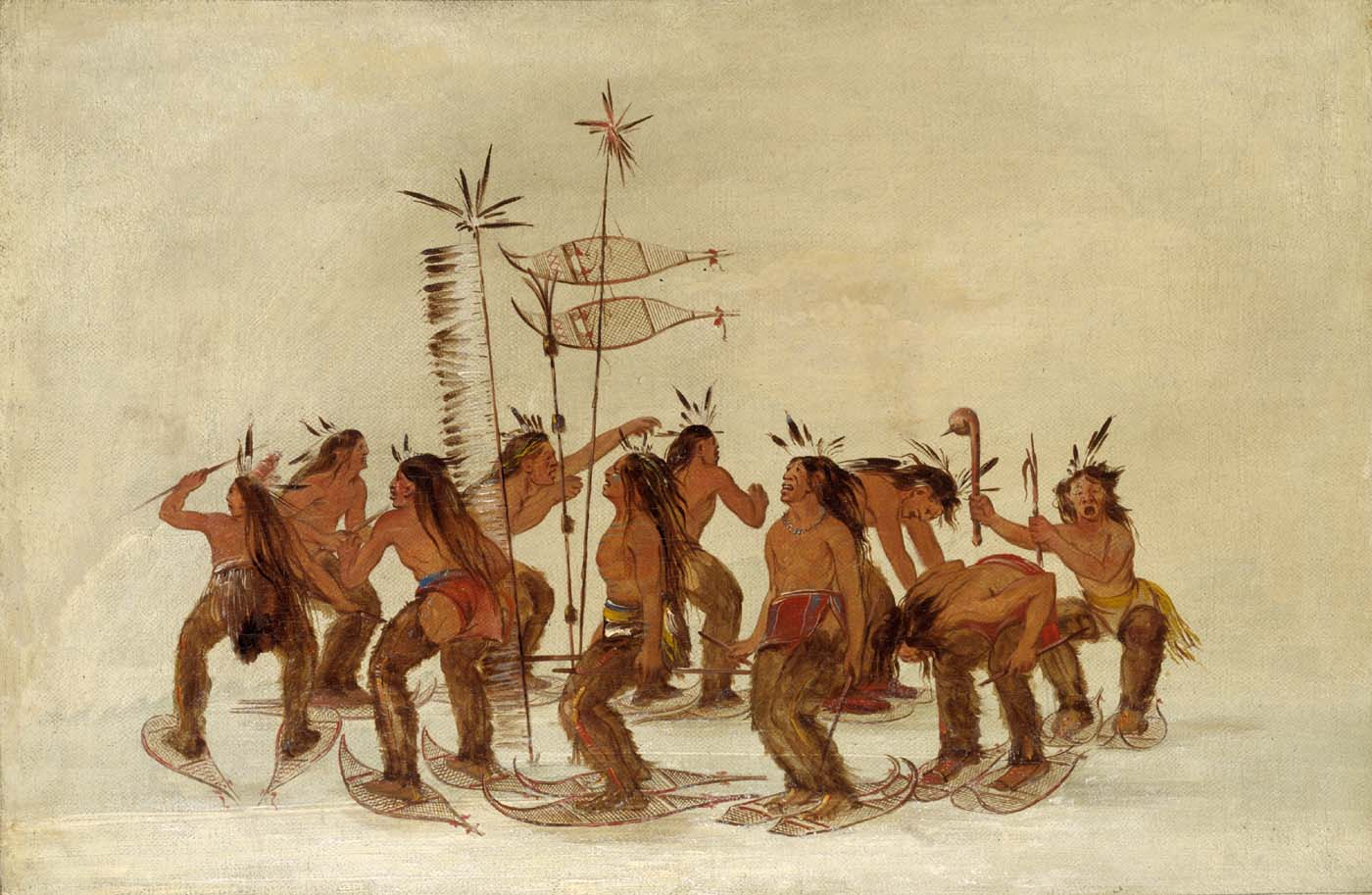
Az indiánok emberemlékezet óta hócipővel táncolnak az évi első hóesés tiszteletére
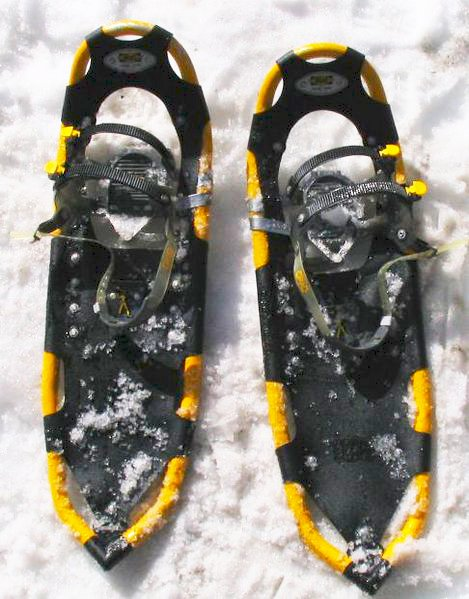
Egy pár modern hótalp
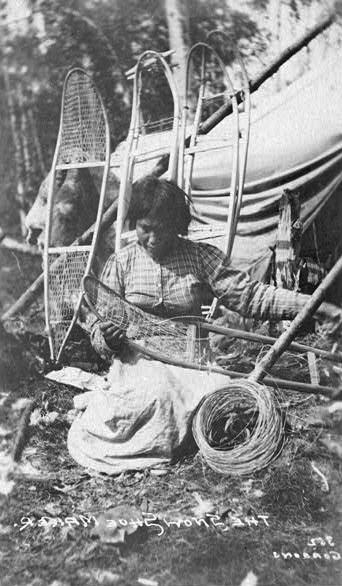
Hócipőkészítő, kb. 1900-1930
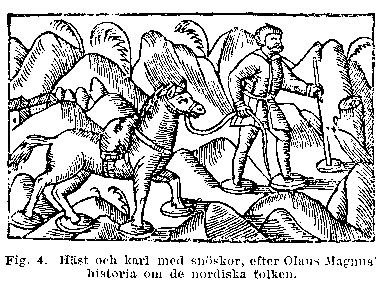
16. századi ábrázolás egy svéd lovas utazóról - a ló is kapott hócipőt
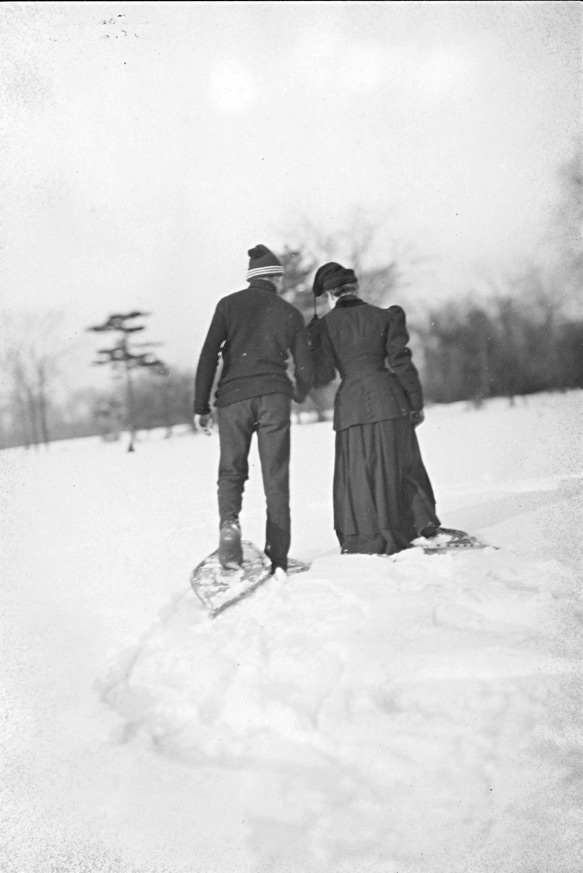
Kanadai pár hócipőben (1907)
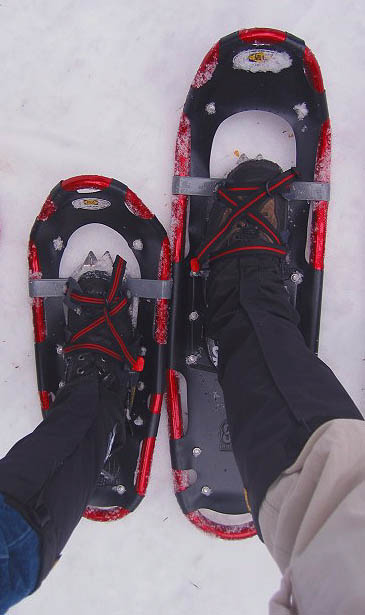
Két különböző méretű hótalp, helyesen alkalmazott kötéssel
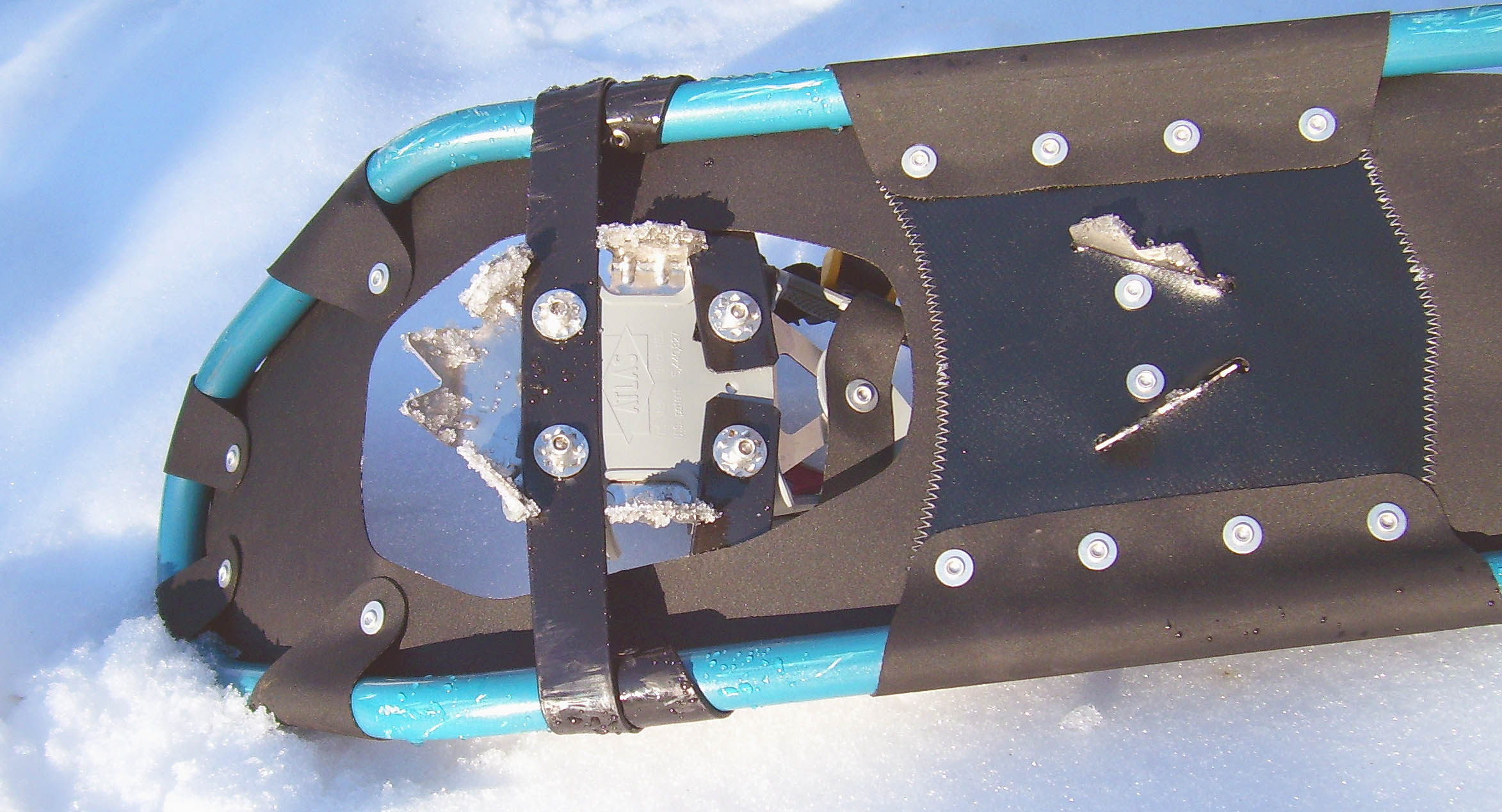
Egy modern hótalp alulnézetben
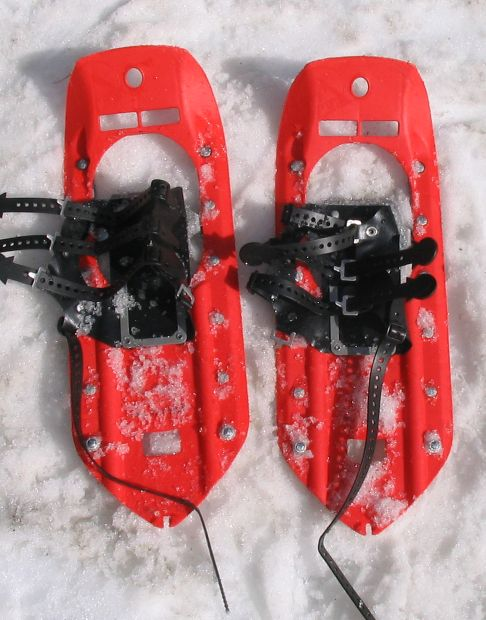
Szilárd műanyag hótalp
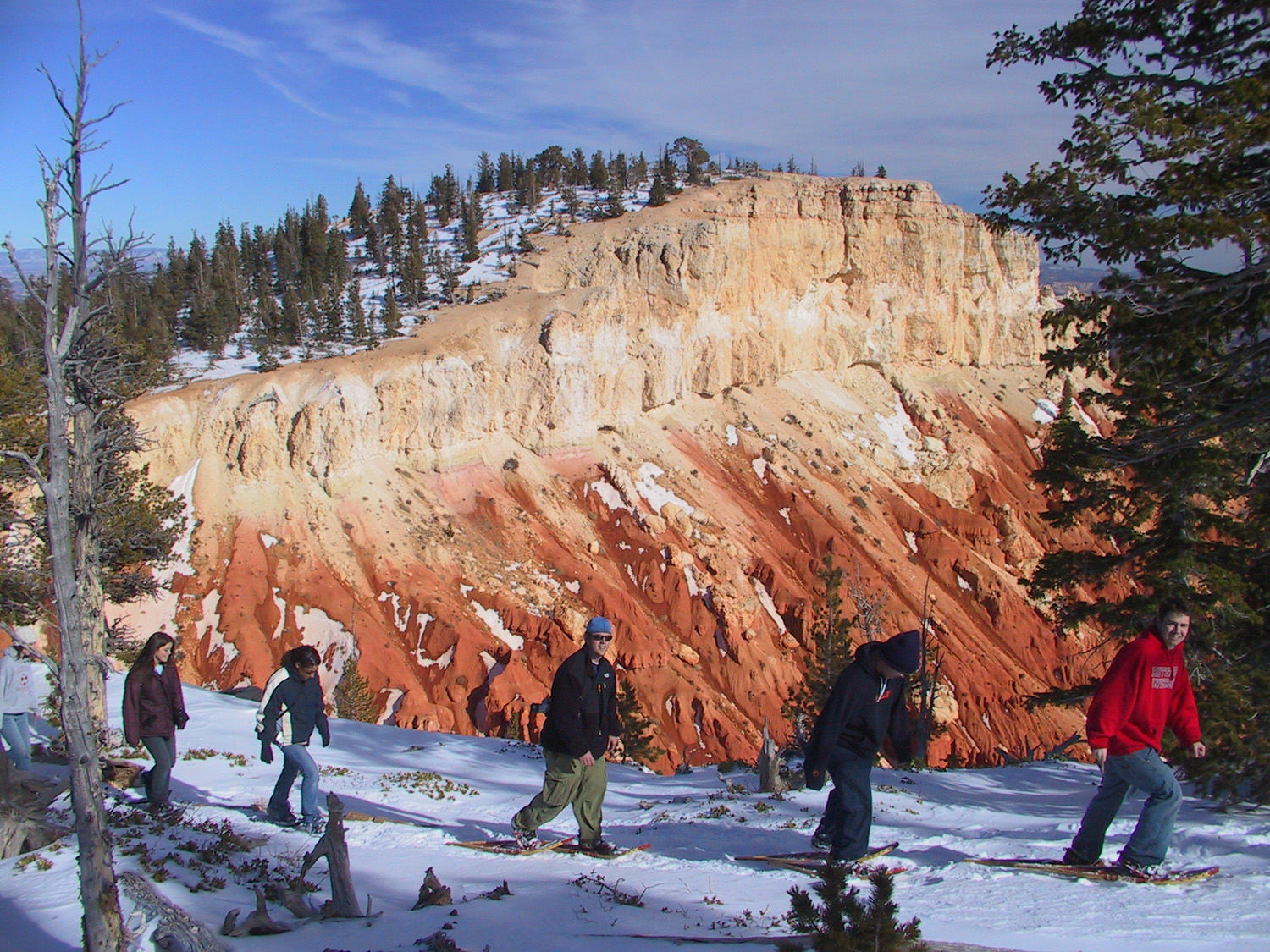
Hótalpazás a Bryce Canyon Nemzeti Parkban
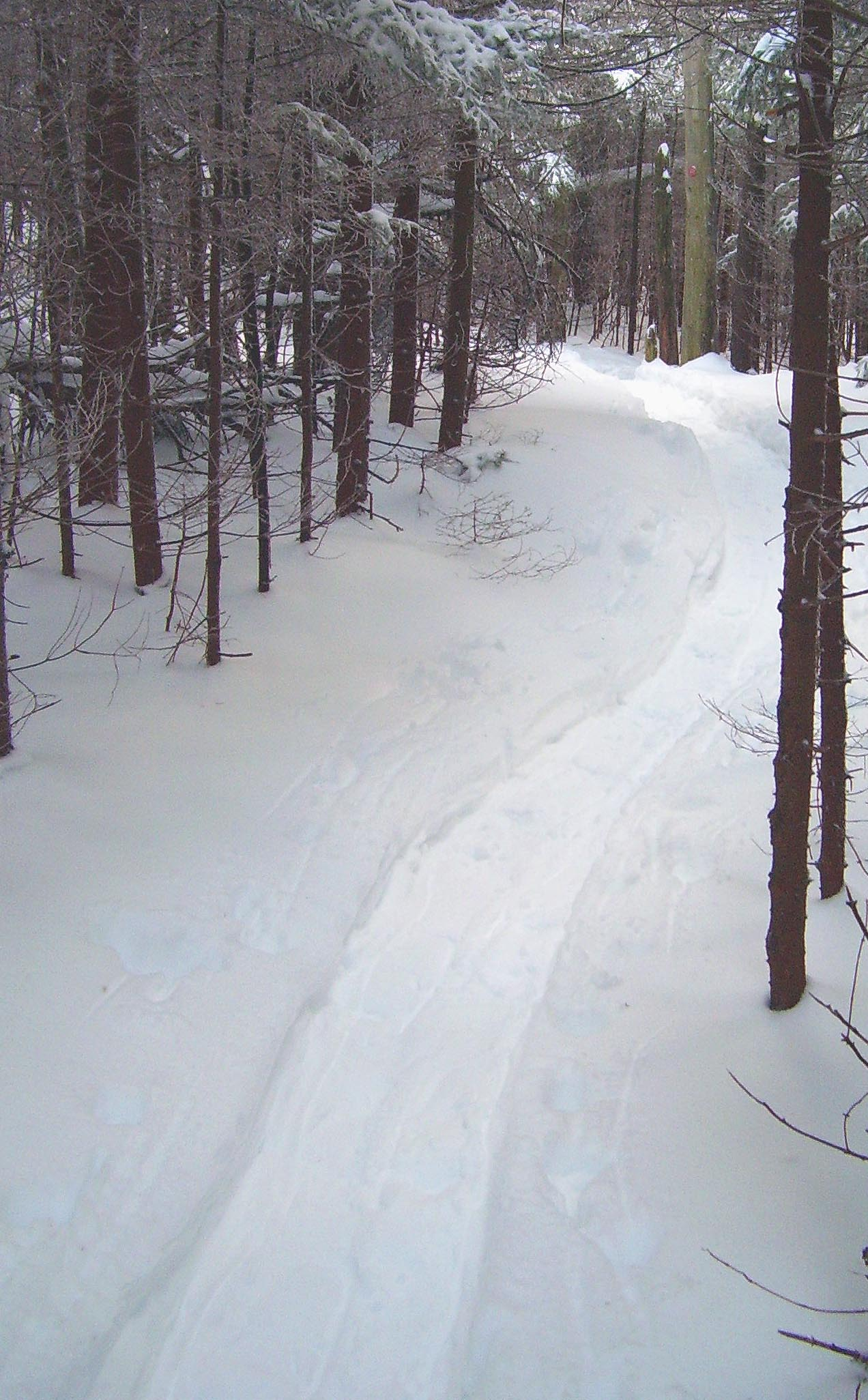
Hótaplosó pálya az erdőben
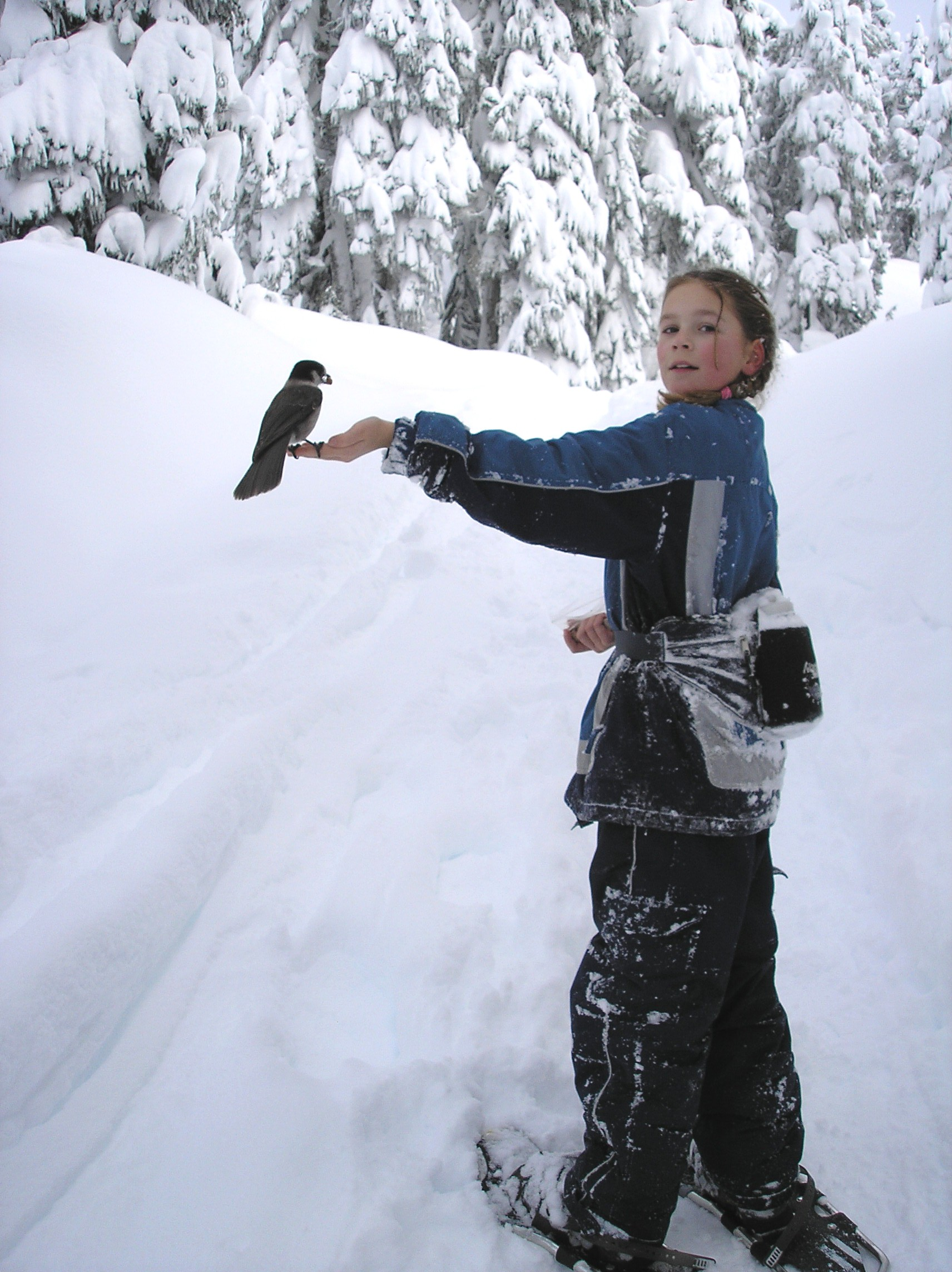
Közeli kapcsolat a természettel
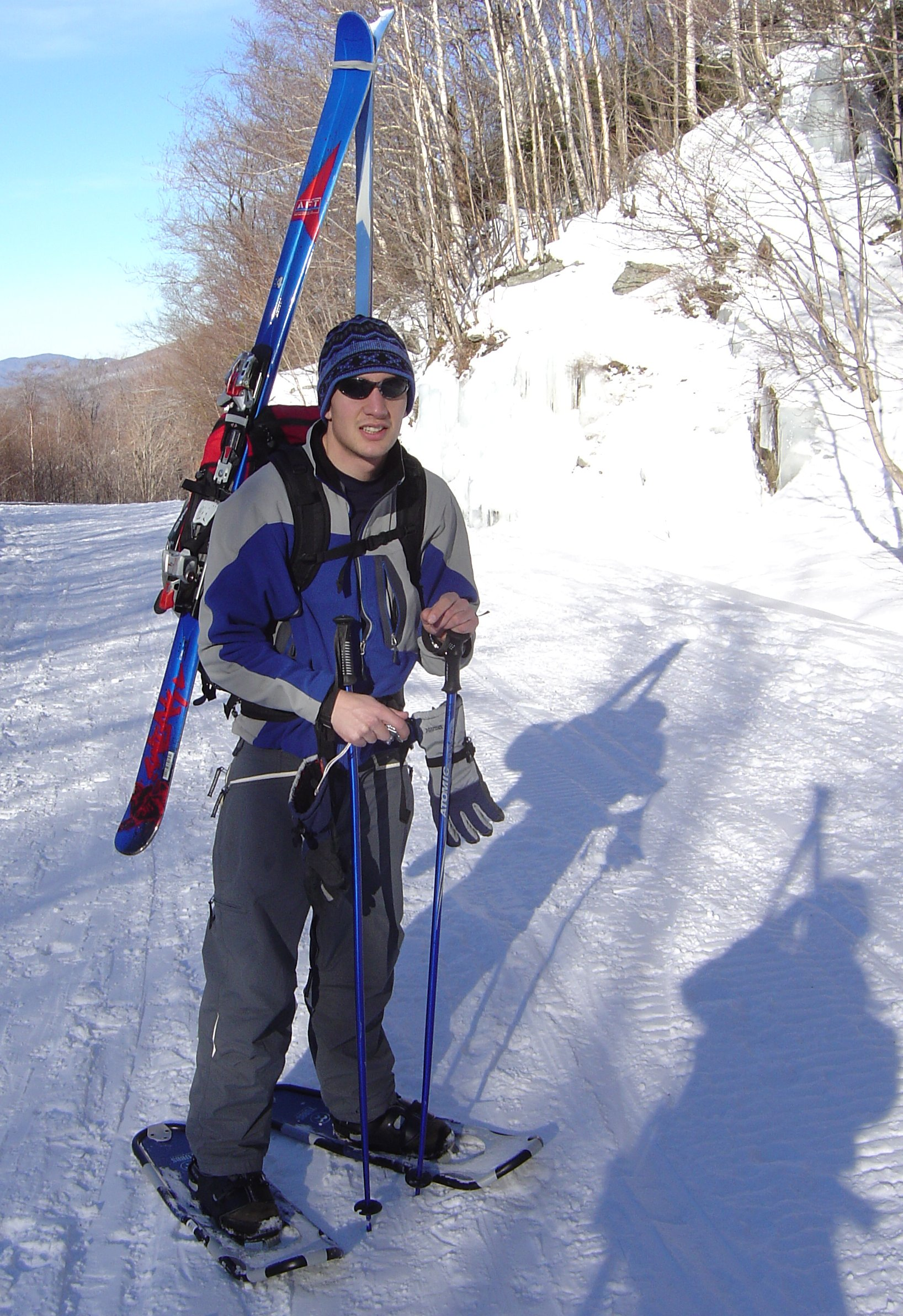
Sítalpak a háton, hótalp a lábon
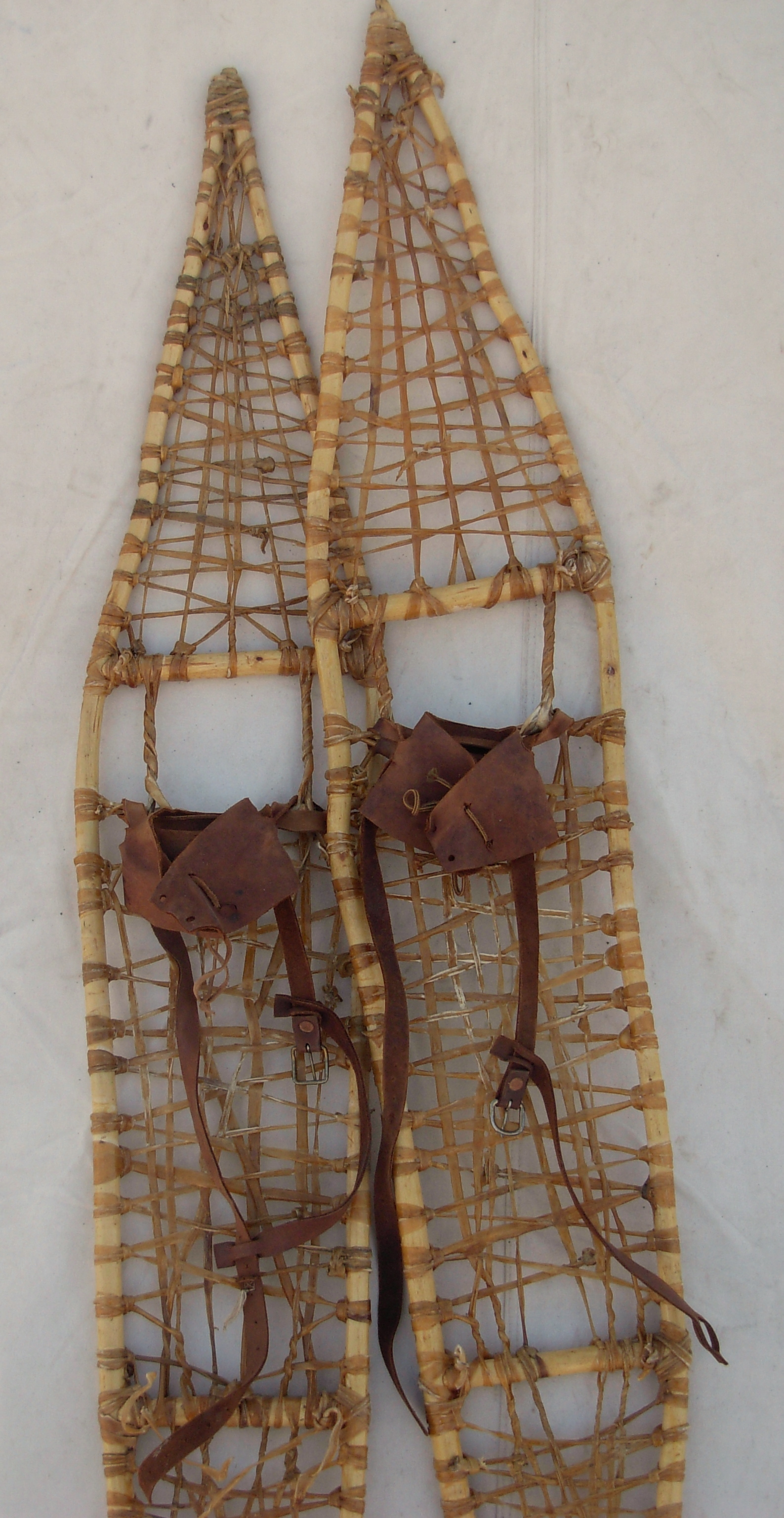
A hagyományos hótalp váza
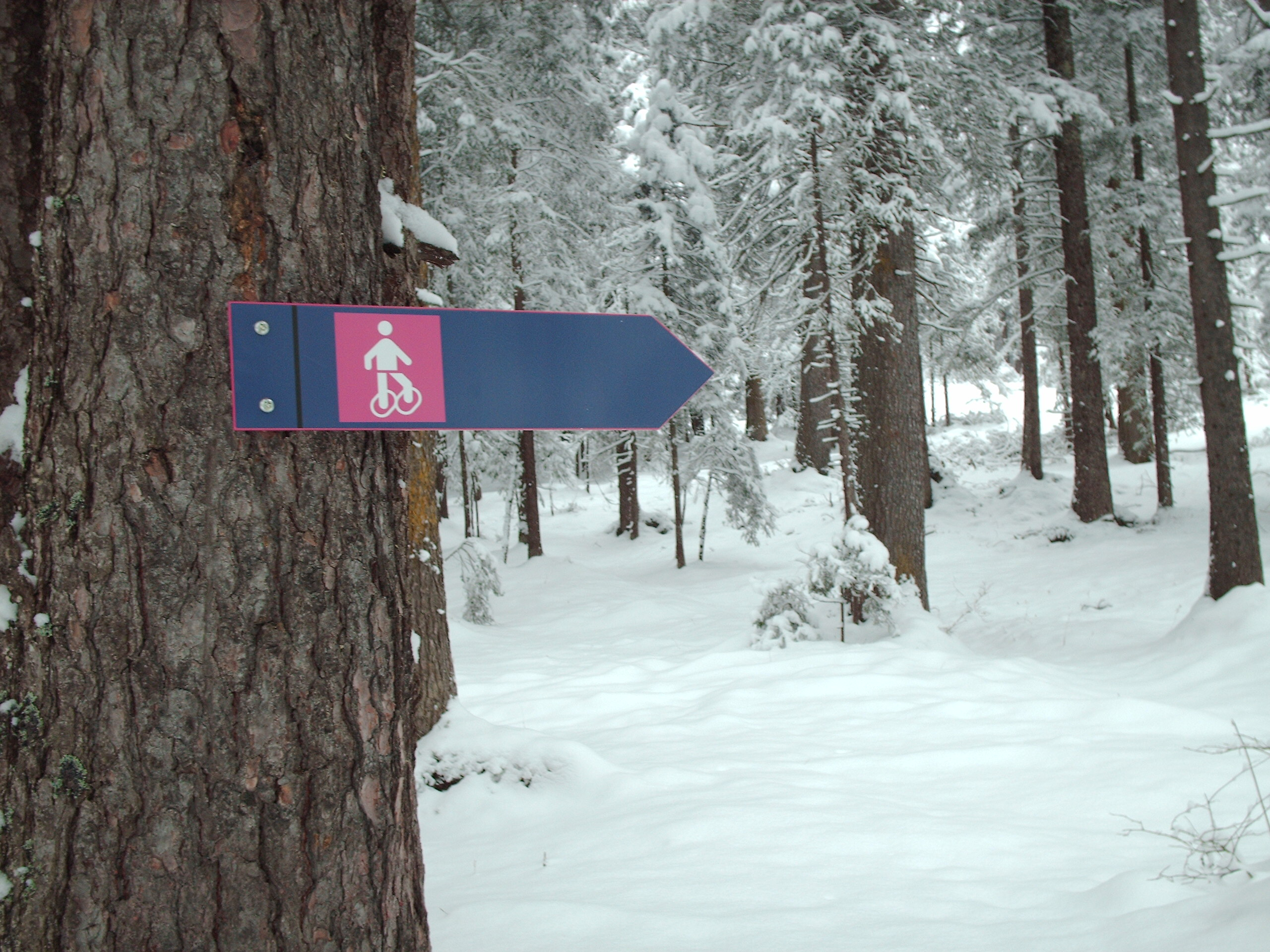
A hótalp-pálya svájci jelzése
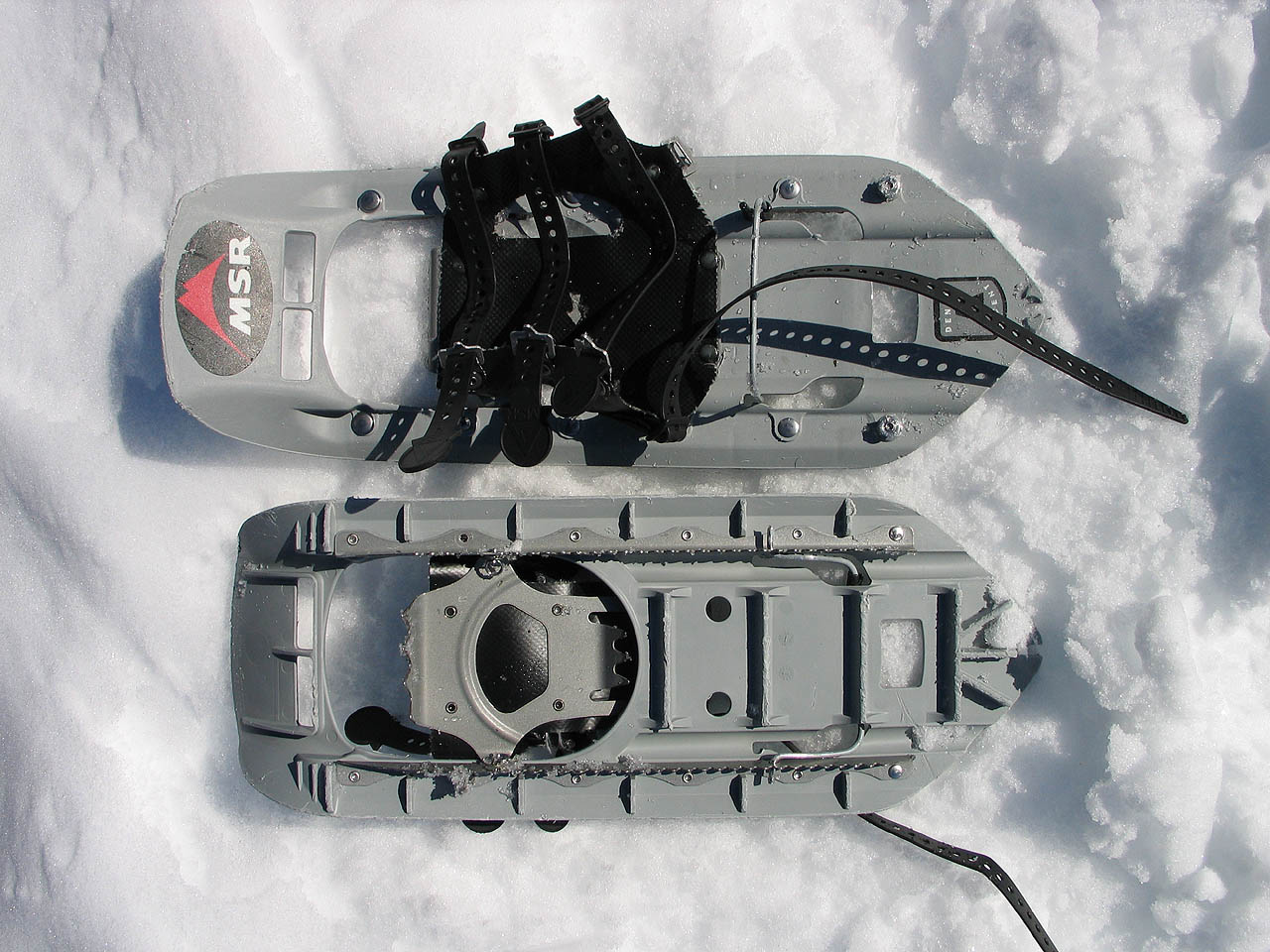
Modern hótalp, alul- és felülnézetben